# Hernán Ponce
Hernán Ponce (Puente Alto, Chile, 4 de junio de 1990) es un futbolista chileno. Juega de defensa.

## Clubes
| Club             | País  | Año       |
| ---------------- | ----- | --------- |
| Palestino        | Chile | 2008-2010 |
| Barnechea        | Chile | 2011-2012 |
| Unión La Calera  | Chile | 2013      |
| Deportes Copiapó | Chile | 2013-2014 |

- Datos: Q5896247